# Isanthus
Isanthus  é um gênero botânico da família Lamiaceae

## Espécies
- Isanthus brachiatus
- Isanthus coeruleus
- Isanthus multiflorus
- Isanthus pubescens
- Isanthus pumilus